# Präfektur Anié
Die Präfektur Anié ist eine Präfektur mit 180.158 Einwohnern (Stand: 2022). Sie liegt in der Region Plateaux und grenzt im Norden an die Präfektur Est-Mono der Region Plateaux, im Osten an Benin, im Süden an die Präfektur Ogou, im Westen an die Präfektur Amou und die Präfektur Akébou der Region Plateaux sowie im Nordwesten an die Präfektur Blitta der Region Centrale. Verwaltungssitz ist Anié.
Die Präfektur Anié entstand im Jahr 2011, als sie von der Nachbarpräfektur Ogou abgetrennt wurde. Sie ist in zwei Kommunen mit insgesamt sechs Kantonen unterteilt:
- Anié 1 mit den Kantonen Anié, Kolo-Kopé und Pallakoko.
- Anié 2 mit den Kantonen Adogbénou, Atchinèdji und Glitto.